# Resseliella crassa
Resseliella crassa är en tvåvingeart som först beskrevs av Möhn 1955.  Resseliella crassa ingår i släktet Resseliella och familjen gallmyggor.
Artens utbredningsområde är Tyskland. Inga underarter finns listade i Catalogue of Life.